# Paola Egonu
Paola Ogechi Egonu (n. 18 decembrie 1998, Cittadella, Veneto, Italia) este o voleibalistă italiană de origine nigeriană, medaliată cu aur olimpic la Paris 2024.

## Legături externe
Materiale media legate de Paola Egonu la Wikimedia Commons
- en Paola Egonu la Olympedia.org